# Flüsternde Wände (1967)
Flüsternde Wände (Originaltitel: The Whisperers) ist ein britisches Filmdrama aus dem Jahr 1967 unter der Regie von Bryan Forbes. Das Drehbuch basiert auf dem Roman Mrs. Ross von Robert Nicolson.

## Handlung
Mrs. Ross ist eine ältere Frau, die von ihrem Mann Archie vor Jahren verlassen wurde. Nun lebt sie von ihrer gesetzlichen Rente, die sie als Lohn und nicht als Almosen ansieht, in einer kleinen schmuddeligen Zwei-Zimmer-Wohnung. Wenn sie nicht in der Bibliothek oder in der Suppenküche der Wohlfahrt ist, sitzt sie in ihrer mit Zeitungen vollgestopften Wohnung und lauscht den flüsternden Wänden – Wassertropfen, Geräusche aus anderen Wohnungen und den Heizungsrohren.
Eines Tages wird sie von ihrem Sohn Charlie besucht. Charlie ist ein Dieb und deponiert heimlich ein Päckchen in ihrem Schrank. Später findet Mrs. Ross das Päckchen und öffnet es. Sie findet Banknoten, insgesamt 800 Pfund. In ihrer Verwirrung glaubt sie, das Geld sei eine langerwartete Erbschaft. Sie eilt zur Wohlfahrt und berichtet von ihrem Glücksfund. Die zwielichtige Mrs. Noonan lädt Mrs. Ross zu sich nach Hause ein. Dort wird Mrs. Ross unter Drogen gesetzt, ausgeraubt und in einer Allee zurückgelassen. Ein Nachbarsmädchen findet sie und bringt sie in ein Krankenhaus. Mrs. Ross ist durch die Kälte an einer Lungenentzündung erkrankt. Die Stadtverwaltung versucht herauszufinden, was das Beste für die Frau ist. Man macht Archie ausfindig, der davon überzeugt wird, sich mit seiner Frau zu versöhnen. Doch der Versuch, an das vorherige Leben anzuknüpfen, scheitert. Archie macht sich mit ein wenig gestohlenem Geld davon. Mrs. Ross ist nun wieder allein und lauscht den flüsternden Wänden.

## Hintergrund
Der Film feierte seine Premiere bei den Internationalen Filmfestspielen in Berlin im Juni 1967. Er wurde zum größten Teil in Manchester gedreht. Nanette Newman ist die Ehefrau von Regisseur Bryan Forbes. Ihre Tochter Sarah, heute Modejournalistin, trat ebenfalls im Film auf. Anthony Harvey arbeitete bei dieser Produktion letztmals als Filmeditor; danach wechselte er ins Regiefach.

## Kritiken
Roger Ebert von der Chicago Sun-Times hielt Flüsternde Wände für einen „hervorragenden Film, der durch unselige Melodramen ruiniert wird“. Variety hingegen lobte die Unaufdringlichkeit, die Diskretion und den unsentimentalen Stil der Produktion. Der TimeOut Filmguide hob die geistvolle Darstellung von Edith Evans hervor, kritisierte gleichzeitig Forbes zu energischen Regiestil, der die Sozialkritik zu offensichtlich erscheinen lasse.
Das Lexikon des internationalen Films befand: „Streckenweise sehr eindringliche Schilderung der Verlassenheit alter Menschen in einer kontaktarmen Umwelt, formal konventionell, schauspielerisch hervorragend.“ Der Evangelische Film-Beobachter zog folgendes Fazit: „Vor allem die große schauspielerische Leistung von Edith Evans erhebt die etwas banale Handlung zu einem anrührenden, aber unsentimentalen Dokument von den Bedürfnissen des menschlichen Herzens im einsamen Alltag alter Menschen. Empfehlenswert ab 14.“

## Auszeichnungen
Gewonnen:
- Golden Globe in der Kategorie Beste Hauptdarstellerin (Drama) für Edith Evans
- British Film Academy Award in der Kategorie Beste Hauptdarstellerin für Edith Evans
- British Film Academy Award in der Kategorie Beste Kamera für Gerry Turpin
- Silberner Bär bei den Internationalen Filmfestspielen Berlin für Edith Evans
- OCIC-Preis (heute Preis der Ökumenischen Jury) und Interfilm Award bei den Internationalen Filmfestspielen Berlin für Bryan Forbes
- NBR Award des National Board of Review in der Kategorie Beste Hauptdarstellerin für Edith Evans
- NYFCC Award des New York Film Critics Circle in der Kategorie Beste Hauptdarstellerin für Edith Evans

Nominiert:
- Oscar in der Kategorie Beste Hauptdarstellerin für Edith Evans
- Golden Globe in der Kategorie Bester ausländischer Film in englischer Sprache
- Goldener Bär bei den Internationalen Filmfestspielen Berlin